# Гаспар Диге
Гаспар Диге (фр. Gaspard Dughet; Рим, 1613 — 1675) је био француски сликар и графичар барока. Био је рођак и ученик Николе Пусена. Под утицајем његових пејзажа и лирских дела Клода Лорена постао је значајан сликар херојских пејзажа. Сликао је бројне слике у уљу а израдио је и велики број фресака као и цртеже и радирунге. Извршио је велики утицај на пејзажно сликарству у Риму и Француској. 